# 古斯塔夫·埃菲尔
亞歷山大·古斯塔夫·埃菲尔（法語：Alexandre Gustave Eiffel，1832年12月15日—1923年12月27日），法國土木工程師，畢業於巴黎中央理工學院。以建造如加拉比高架橋等法國鐵路網的橋樑与因1889年世界博覽會建造的埃菲尔鐵塔而闻名，他同時還參與打造自由女神像。在退休後他轉而專研天氣學與空氣動力學，並作出突出貢獻。

## 生平
1832年，埃菲尔出生於法國第戎，一開始他想去巴黎综合理工学院求學，但沒有通过入学面试，随后被巴黎中央工藝製造學院（今巴黎中央理工學院）录取，1855年得到化學工程師的學位。1856年他拿到了他第一個主要的工程委託，就是法國波爾多的加龙河鐵道橋，他使用高壓空氣來驅動橋墩的技術是當時法國工程界的創舉，這也是他終生最佳成就的表彰之一。
1867年至1869年間，他完成了在南法四座巨大的橋樑，其中最著名的是錫烏勒河上的高架橋，用兩座高達59公尺的鐵塔從山谷為基支撐著整個橋樑結構，而這兩座支撐塔上端逐漸變細，可以有效承受強風，這可以說是早先巴黎埃菲尔鐵塔的前驅架構。1889年巴黎世界博覽會造的埃菲尔鐵塔是他最著名的建築，而比較少人知道的是他也建造了美國紐約自由女神像的框架，即與埃菲尔鐵塔結構相似。
另外，他從1870年代間他在南美洲智利、玻利維亞和秘魯工作。1875年他負責布達佩斯的總火車站的建築。1876年他的公司贏得了建造一座跨越杜罗河的瑪麗亞·皮亞橋的設計，是當時世界上最大的非懸吊式（non-suspension）橋。他的設計因為其透明度、優美、結構、最廉價而獲勝。這座橋一直被使用到1991年（共114年）。埃菲尔最著名的建築是埃菲尔鐵塔，從1887年開始他建築這座鐵塔。此外他還建造了巴黎的拉吕什，這座建築現在也成為巴黎的一個標誌。
1923年逝世於巴黎。受斐迪南·德·雷賽布建造巴拿馬運河時發生的經濟醜聞使埃菲尔的名聲受牽連。後來證明埃菲尔本人與此經濟丑闻無關，他被平反。

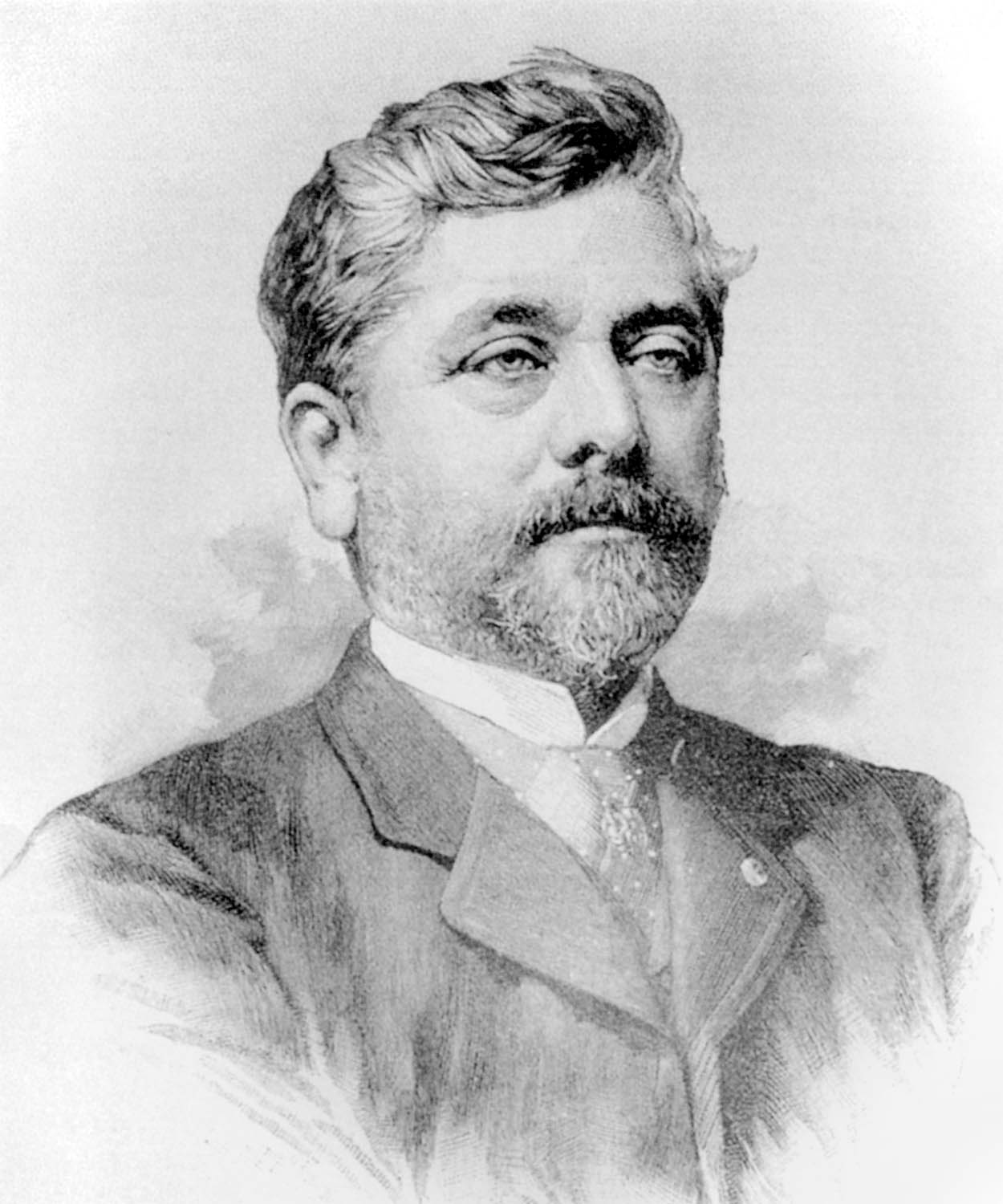
古斯塔夫·埃菲尔
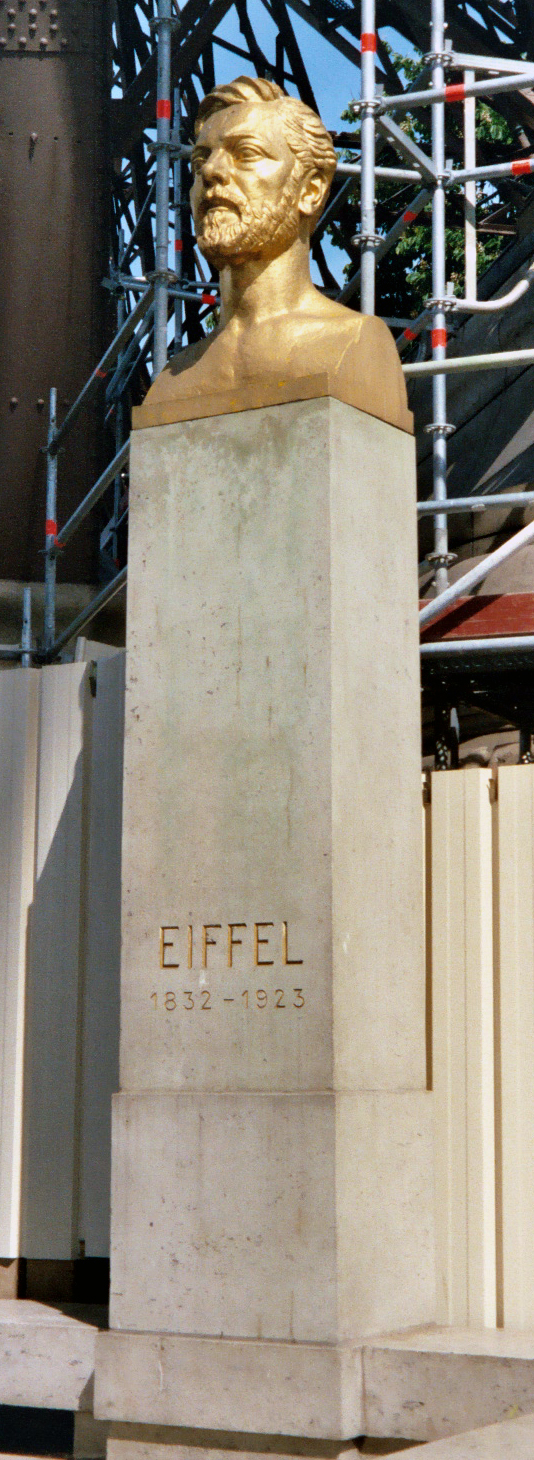
埃菲尔鐵塔底部的銅像